# آراتسو
آراتسو (به ارمنی: Արածոգետ) رودی است در کشور ارمنستان که در استان آرارات جریان دارد که از سرچشمه hy:Մժկատարի լեռներ می‌گیرد و به رود ارس می‌ریزد. طول آن ۴۲ کیلومتر (۲۶ مایل) و مساحت حوضه آبخیز (دبی) آن ۱۲۲٫۵ کیلومتر مربع می‌باشد.